# Coccobius furvus
Coccobius furvus är en stekelart som beskrevs av Huang 1994. Coccobius furvus ingår i släktet Coccobius och familjen växtlussteklar. Inga underarter finns listade i Catalogue of Life.